# 羅尼 (巴西足球運動員)
罗尼埃利通·佩雷拉·多斯桑托斯（葡萄牙語：Roniéliton Pereira dos Santos，1977年4月28日—），一般称作羅尼（葡萄牙語：Rôni），生于奥罗拉多托坎廷斯，前巴西职业足球运动员。